# 213-й гвардейский истребительный авиационный полк
213-й гвардейский истребительный авиационный Одерский орденов Богдана Хмельницкого и Александра Невского полк (213-й гв. иап) — воинская часть Военно-воздушных сил (ВВС) Вооружённых Сил РККА, принимавшая участие в боевых действиях Великой Отечественной войны.

## Наименования полка
За весь период своего существования полк несколько раз менял своё наименование:
- 508-й истребительный авиационный полк;
- 213-й гвардейский истребительный авиационный полк;
- 213-й гвардейский истребительный авиационный Одерский полк;
- 213-й гвардейский истребительный авиационный Одерский ордена Александра Невского полк;
- 213-й гвардейский истребительный авиационный Одерский орденов Богдана Хмельницкого и Александра Невского полк;
- Полевая почта 10203.

| МиГ-3 | Як-7 | ЛаГГ-3 |

## Создание полка
213-й гвардейский истребительный авиационный полк образован переименованием 27 октября 1944 года 508-го истребительного авиационного полка в гвардейский за образцовое выполнение боевых задач и проявленные при этом мужество и героизм

## Расформирование полка
213-й гвардейский истребительный авиационный Одерский орденов Богдана Хмельницкого и Александра Невского полк был расформирован в составе 22-й гвардейской истребительной авиационной дивизии 2-й воздушной армии Центральной группы войск (Австрия)

## В действующей армии
В составе действующей армии:
- с 27 октября 1944 года по 11 мая 1945 года.

## Командиры полка
- майор Олейников Фёдор Иванович[6], 14.09.1941 — 22.08.1942
- майор, подполковник Зайченко Сергей Данилович[6], 22.09.1942 — 04.1944
- майор, подполковник Делегей Николай Куприянович[6], 04.1944 — 30.01.1945
- майор Семыкин Валентин Семёнович[6], 30.01.1945 — 12.1945

## В составе соединений и объединений
| Период        | Фронт (округ)            | армия               | корпус                                            | дивизия                                             | примечание                               |
| ------------- | ------------------------ | ------------------- | ------------------------------------------------- | --------------------------------------------------- | ---------------------------------------- |
| 31.07.1944 г. | 1-й Украинский фронт     | 2-я воздушная армия | 7-й истребительный авиационный корпус             | 205-я истребительная авиационная дивизия            | Р-39 «Аэрокобра»                         |
| 27.10.1944 г. | 1-й Украинский фронт     | 2-я воздушная армия | 6-й гвардейский истребительный авиационный корпус | 22-я гвардейская истребительная авиационная дивизия | Р-39 «Аэрокобра»                         |
| 11.05.1945 г. | 1-й Украинский фронт     | 2-я воздушная армия | 6-й гвардейский истребительный авиационный корпус | 22-я гвардейская истребительная авиационная дивизия | Р-39 «Аэрокобра»                         |
| 26.06.1945 г. | Центральная группа войск | 2-я воздушная армия | 6-й гвардейский истребительный авиационный корпус | 22-я гвардейская истребительная авиационная дивизия | Австрия, Р-39 «Аэрокобра»                |
| 12.03.1947 г. | Центральная группа войск | 2-я воздушная армия | 6-й гвардейский истребительный авиационный корпус | 22-я гвардейская истребительная авиационная дивизия | Австрия, Р-39 «Аэрокобра», расформирован |

## Участие в операциях и битвах
- Карпатско-Дуклинская операция — с 27 октября 1944 года по 28 октября 1944 года.
- Висло-Одерская операция — с 12 января 1945 года по 3 февраля 1945 года.
- Сандомирско-Силезская операция — с 12 января 1945 года по 3 февраля 1945 года.
- Нижне-Силезская операция — с 8 февраля 1945 года по 24 февраля 1945 года.
- Воздушная блокада Бреслау — с 23 февраля 1945 года по 6 мая 1945 года.
- Верхне-Силезская операция — с 15 марта 1945 года по 31 марта 1945 года.
- Берлинская операция — с 16 апреля 1945 года по 8 мая 1945 года.
- Пражская операция — с 6 мая 1945 года по 11 мая 1945 года.

## Почётные наименования

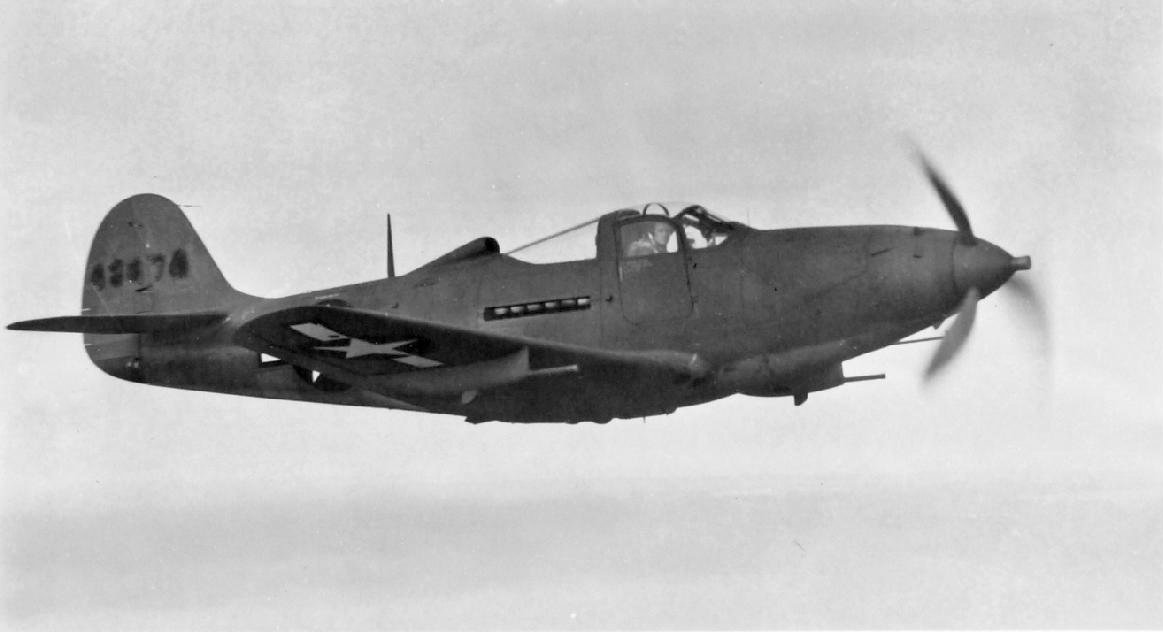
Р-39 Аэрокобра

- 213-му гвардейскому истребительному авиационному полку 5 апреля 1945 года за отличие в боях при форсировании реки Одер юго-восточнее Бреслау (Бреславль) Приказом ВГК[7] присвоено почётное наименование «Одерский».

## Награды
- 213-й гвардейский Одерский истребительный авиационный полк 26 апреля 1945 года за образцовое выполнение боевых заданий командования в боях с немецкими захватчиками при овладении городами Нейссе и Леобшютц и проявленные при этом доблесть и мужество Указом Президиума Верховного Совета СССР награждён орденом Александра Невского[8]
- 213-й гвардейский истребительный авиационный Одерский ордена Александра Невского полк 4 июня 1945 года за образцовое выполнение боевых заданий командования при ликвидации группировки немецких войск, окружённой юго-восточнее Берлина, и проявленные при этом доблесть и мужество Указом Президиума Верховного Совета СССР награждён орденом Богдана Хмельницкого II степени[9].

## Благодарности Верховного Главнокомандующего

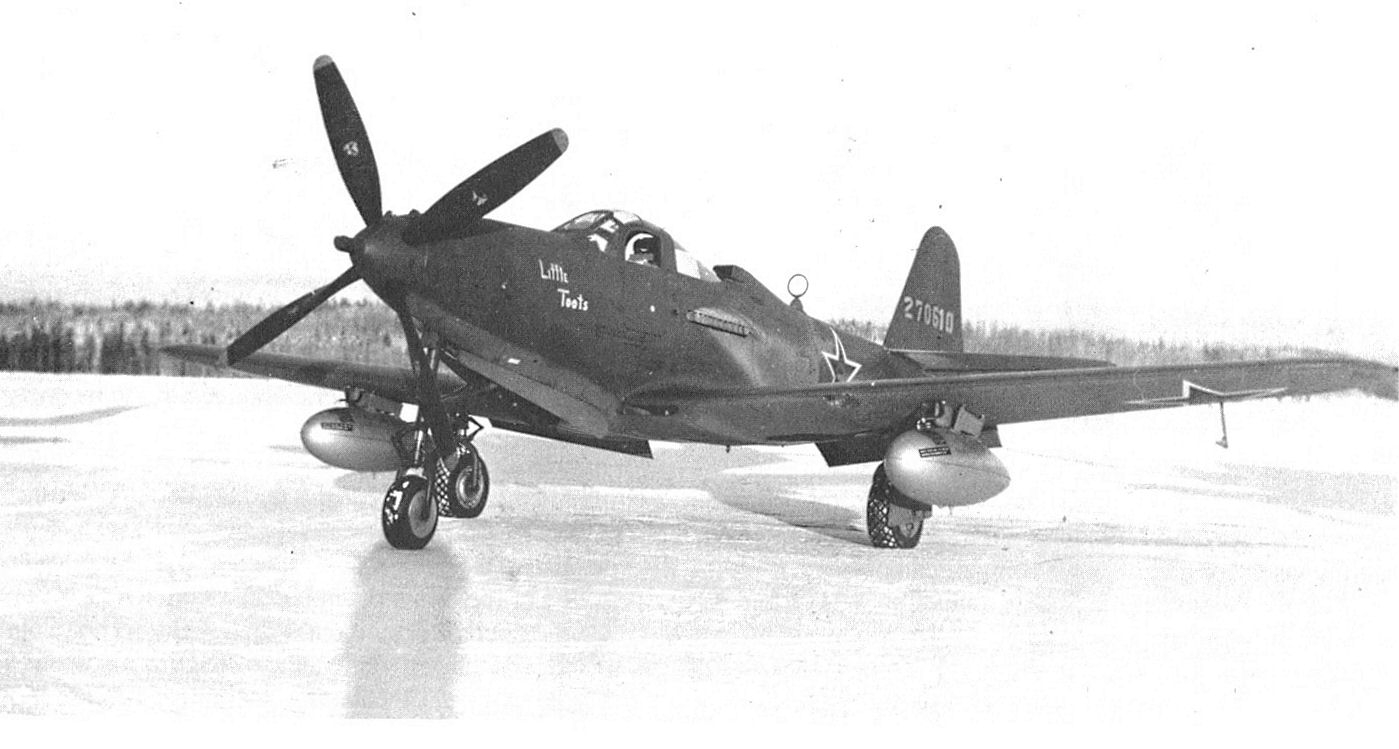
Bell P-63 Кингкобра

Верховным Главнокомандующим дивизии объявлены благодарности:
- За освобождение города Кировоград[10]
- За овладение городами Оппельн, Равич и Трахенберг[11]
- За разгром окружённой группировки противника юго-западнее Оппельна и овладении в Силезии городами Нойштадт, Козель, Штейнау, Зюльц, Краппитц, Обер-Глогау, Фалькенберг[12]
- За ликвидацию группы немецких войск, окружённой юго-восточнее Берлина[13]

## Отличившиеся воины
- Архипенко Фёдор Фёдорович, майор, проходил службу в полку в должности командира эскадрильи 508-го истребительного авиационного полка 205-й истребительной авиационной дивизии, 27 июня 1945 года удостоен звания Герой Советского Союза. Золотая Звезда № 4820
- Делегей Николай Куприянович, майор, командир 508-го истребительного авиационного полка 205-й истребительной авиационной дивизии 7-го истребительного авиационного корпуса 5-й воздушной армии 1 июля 1944 года удостоен звания Герой Советского Союза. Золотая Звезда № 4280.
- Свистунов Анатолий Иванович, капитан, командир эскадрильи 213-го гвардейского истребительного авиационного полка 22-й гвардейской истребительной авиационной дивизии 6-го гвардейского истребительного авиационного корпуса 2-й воздушной армии 27 июня 1945 года удостоен звания Герой Советского Союза. Золотая Звезда № 6586
- Сергов Алексей Иванович, штурман 508-го истребительного авиационного полка 205-й истребительной авиационной дивизии 5-го истребительного авиационного корпуса 2-й воздушной армии, майор, 28 сентября 1943 года удостоен звания Герой Советского Союза. Золотая Звезда № 1496.
- Стройков Николай Васильевич, старший лейтенант, командир эскадрильи 213-го гвардейского истребительного авиационного полка 22-й гвардейской истребительной авиационной дивизии 6-го гвардейского истребительного авиационного корпуса 2-й воздушной армии 27 июня 1945 года удостоен звания Герой Советского Союза. Золотая Звезда № 7905
- Михалёв Василий Павлович, старший лейтенант, командир эскадрильи 508-го истребительного авиационного полка 205-й истребительной авиационной дивизии 7-го истребительного авиационного корпуса 5-й воздушной армии 1 июля 1944 года удостоен звания Герой Советского Союза. Золотая Звезда № 4430.
- Чепинога Павел Иосифович, командир эскадрильи 508-го истребительного авиационного полка 205-й истребительной авиационной дивизии 7-го истребительного авиационного корпуса 5-й воздушной армии 26 октября 1944 года удостоен звания Герой Советского Союза. Золотая Звезда № 4606.

## Статистика боевых действий
Всего за годы Великой Отечественной войны полком:
| Выполнено боевых вылетов | Сбито самолётов в воздухе | Уничтожено самолётов всего |
| ------------------------ | ------------------------- | -------------------------- |
| 5306                     | 311                       | 311                        |

Свои потери:
| Потеряно самолётов, всего | Погибло лётчиков всего | Погибло лётчиков в воздушных боях | Не вернулись с боевого задания | Погибло при налётах и прочие небоевые потери | Погибло в авиакатастрофах и умерло от ран |
| ------------------------- | ---------------------- | --------------------------------- | ------------------------------ | -------------------------------------------- | ----------------------------------------- |
| 112                       | 52                     | 26                                | 23                             | -                                            | 3                                         |

## Базирование
| Период            | Аэродром                |
| ----------------- | ----------------------- |
| 5.45 — 6.45       | Джагра, Германия        |
| 28.6.45 — 25.7.45 | Тульн-на-Дунае, Австрия |
| 25.7.45 — 1946    | Штоккерау, Австрия      |
| 1946 — 14.3.47    | Парндорф, Австрия       |

## Самолёты на вооружении
| Период      | Самолёты       |
| ----------- | -------------- |
| 1941 — 1941 | МиГ-3          |
| 1941 — 1942 | ЛаГГ-3         |
| 1942 — 1943 | Як-7Б          |
| 1943 — 1946 | P-39 Airacobra |
| 1946 — 1947 | P-63 Kingcobra |